# فابیو کامیلو دی برتو
فابیو کامیلو دی برتو (به پرتغالی: Fábio Camilo de Brito) مدافع اهل برزیل است که در شهر سائوپائولو و در تاریخ ۶ ژوئن ۱۹۷۵ به دنیا آمده‌است.
فابیو کامیلو دی برتو در تیم‌های فوتبال Juventus سابقهٔ حضور دارد.